# Резолюція Ньюлендса
Резолюція Ньюлендса (англ. Newlands Resolution) — спільна постанова палат Конгресу США про насильницьке приєднання Гавайських островів до США. Названо на честь конгресмена Френсіса Ньюлендс.

## Історія
У 1898 президент США Вільям Мак-Кінлі підписав договір про анексію Гавайських островів, але не зміг провести його через Сенат через петицію Куе («англ. Ku'e Petition»), яка була підписана 38 тисячами гавайців, котрі виступали проти приєднання. Мак-Кінлі домігся свого з другої спроби, провівши приєднання за допомогою спільної постанови, яка отримала назву «Резолюція Ньюлендса».
4 липня 1898 Резолюція була схвалена Сенатом 42 голосами, проти 31 і Палатою представників 209 голосами та проти 91. 7 липня 1898 року її підписав президент. У серпні біля Палацу Іолані була проведена церемонія з передачі контролю над Гаваями від маріонеткової республіки Гаваї Сполученим Штатам.

### Управління територією
Відповідно до резолюції була створена комісія з п'яти чоловік, яка повинна була визначити майбутні закони Гаваїв. До комісії увійшли:
- Губернатор Території Гаваї Сенфорд Доул;
- Сенатор Шелбі Каллом;
- Сенатор Джон Т. Морган
- Член Палати представників Роберт Р. Гітт;
- Колишній міністр юстиції Гавайської республіки і майбутній губернатор Волтер Ф. Фрір.

Остаточний варіант висновку комісії був направлений до Конгресу і обговорювався більше року. Конгрес висловив побоювання, що створення виборного уряду Гаваїв приведе до влади корінне населення островів, яке тоді складало більшість.